# Lluvia de animales

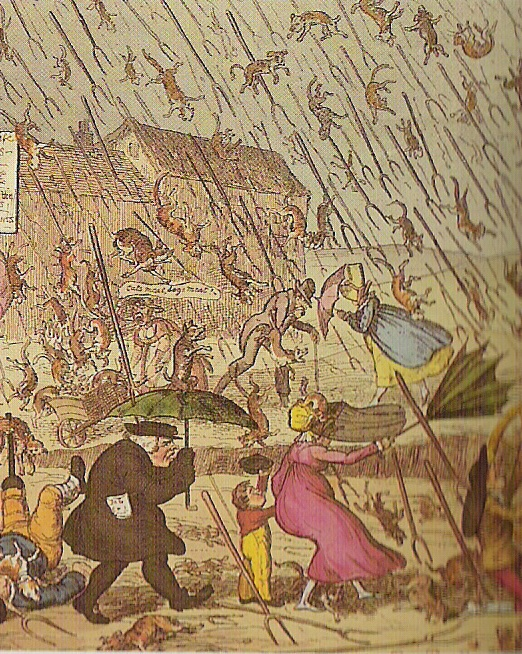
Caricatura humorística inglesa del, donde llueven perros y gatos.

La lluvia de animales es un fenómeno meteorológico extraordinario, que consiste en la caída del cielo de numerosos animales, frecuentemente de una sola especie. Esta precipitación atípica puede o no estar acompañada de lluvia común. El fenómeno ha ocurrido en muchas regiones a lo largo de la historia. Se han registrado testimonios del mismo en diversas épocas y países, lo cual ha dado origen a muchas leyendas y polémicas.
Con mayor frecuencia, estas «lluvias» están compuestas por peces o ranas, aunque hay historias que mencionan algunas especies de pájaros. En ocasiones, la lluvia es tan violenta, que los animales acaban destrozados en el suelo. A veces, los animales sobreviven al golpe, particularmente los peces, lo cual hace pensar que el intervalo transcurrido entre su despegue y el retorno al suelo, es relativamente breve. Algunos testimonios describen lluvias de ranas, donde los animales están intactos tras su caída. A veces, los animales caen completamente helados, o están atrapados dentro de bloques de hielo; demostrando así que antes de caer, su altura era muy elevada, donde la temperatura ambiente era inferior a 0 °C.

## Testimonios y leyendas

### Textos y leyendas hasta la Edad Media

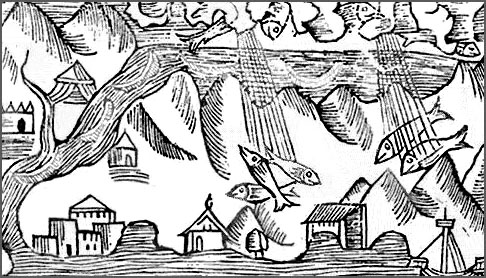
Grabado de O. Magnus, de 1555, representando una lluvia de peces.

En la literatura antigua abundan los testimonios de lluvia de animales, o de lluvias de diversos objetos, algunos de ellos orgánicos.
Podrían remontarse al Antiguo Egipto, si se da validez al papiro egipcio de Alberto Tulli (cuya misma existencia es controvertida) y del que se dice que registraría fenómenos extraños junto con la aparición de lo que la literatura ufológica interpreta como un ovni. De modo más particular, se registra también la caída de peces y pájaros del cielo.
En la Biblia se cuenta cómo Josué y su ejército fueron auxiliados por una lluvia de piedras que cae sobre el ejército amorita. La Biblia evoca otras intervenciones celestiales de este tipo, como la aparición de ranas, en una de las diez plagas de Egipto (Éxodo 8, 5, 6).
En el siglo IV a. C., el autor griego Ateneo menciona una lluvia de peces que duró tres días en la región de Queronea, en el Peloponeso. En el siglo I, el escritor y naturalista Plinio el Viejo describió la lluvia de pedazos de carne, sangre y otras partes animales como lana.
Finalmente, en la Edad Media, la frecuencia del fenómeno en ciertas regiones llevó a la gente a creer que los peces nacían ya adultos en los cielos, y en seguida caían al mar.

### Testimonios de la época moderna
Gracias a la prensa escrita, en la época moderna se han generado muchos testimonios, atestiguados por un mayor número de personas, lo cual les incrementa su confiabilidad. A continuación se listan algunos ejemplos:
- En 1578, grandes ratones amarillos cayeron sobre la ciudad noruega de Bergen.[3]
- Según un tal John Collinges, una lluvia de sapos azotó la aldea inglesa de Acle, en Norfolk. El tabernero del lugar los retiró por centenas.[3]
- El 11 de julio de 1836, un profesor de Cahors envió una carta a la Academia de Ciencias Francesa, que decía:

Esta nube tronó sobre el camino, a unas sesenta toesas de donde estábamos. Dos caballeros que venían de Tolosa, nuestro destino, y que estuvieron expuestos a la tormenta, se vieron obligados a usar sus abrigos; pero la tormenta los sorprendió y los asustó, ¡ya que se vieron víctimas de una lluvia de sapos! Aceleraron su marcha y se apresuraron; al encontrar la diligencia nos contaron lo que les acababa de suceder. Vi entonces que al sacudir sus abrigos delante de nosotros, cayeron pequeños sapos.
fragmento de la carta de M. Pontus, profesor de Cahors, dirigida a M. Arago.

- El 16 de febrero de 1861, la ciudad de Singapur sufrió un temblor de tierra, seguido de tres días de abundantes lluvias. Tras el final de las lluvias, los habitantes de Singapur vieron que en los charcos había miles de peces. Algunos de ellos afirmaron haberlos visto caer del cielo, aunque otros se mostraron más reservados al dar su testimonio.[3] Cuando las aguas se retiraron, se encontraron otros peces en los charcos que se habían secado, notablemente en lugares que no habían sufrido inundaciones.
- La revista Scientific American registra el informe de un chubasco de serpientes que alcanzaban alrededor de 45 cm en Memphis, el 15 de enero de 1877.[3] En Estados Unidos, se registraron más de quince informes de lluvias de animales, solamente en el siglo XIX.[5]
- El 25 de septiembre de 1872 cayeron con el aguacero una gran número de codornices sobre San Fernando (Cádiz); sirvieron de "rancho" para las tropas del ejército de tierra y el de marina de ese día.
- En junio de 1880 se abatió una lluvia de codornices sobre Valencia.[6]
- El 7 de septiembre de 1953, millares de ranas cayeron del cielo sobre Leicester, en Massachusetts, Estados Unidos.
- En 1968, los diarios brasileños registraron una lluvia de carne y sangre, sobre un área relativamente grande.[7]
- Canarios muertos cayeron en la ciudad de St. Mary’s City, en Maryland (Estados Unidos), en enero de 1969. Según el diario Washington Post del 26 de enero de ese año, el vuelo de los canarios se interrumpió súbitamente, como si hubiera habido una explosión, que nadie vio ni escuchó.[3]
- En 1978, llovieron cangrejos en Nueva Gales del Sur, en Australia.[3]
- En 2002, llovieron peces en Grecia. El diario Le Monde escribió:

Atenas no es siempre bella, y menos aún lo son las montañas al norte de Grecia. Pero las tormentas a veces tienen el buen gusto de ayudar a sonreír y a soñar. El martes, han llovido centenas de pececitos en la aldea de Korona, en las altas montañas
Pierre GEORGES. «Poissons volent» artículo en Le Monde, 13 de diciembre de 2002

- En 2007, llovieron arañas pequeñas en Salta, Argentina.[8]
- En 2007, llovieron ranas pequeñas en El Rebolledo (Alicante, España).[9]
- El 1 de agosto de 2008, en Chocó (Colombia) llovió sangre, pero tal hecho es atribuido a varias causas, entre ellas la lluvia de animales.[10]
- En 2012 llovieron gambas en el sur de Sri Lanka[11]
- Cada año, hay una lluvia de peces en la Ciudad de Yoro, del departamento homónimo en Honduras.[12][13][14] En el año 2020, el canal History Channel emitió un reportaje[15] sobre el fenómeno ocurrido en el norte de Honduras.

Nota: esta lista no pretende ser exhaustiva de modo alguno. Simplemente, ejemplifica algunos de los eventos más significativos relacionados con este fenómeno.

## Explicaciones del fenómeno

### Explicación científica

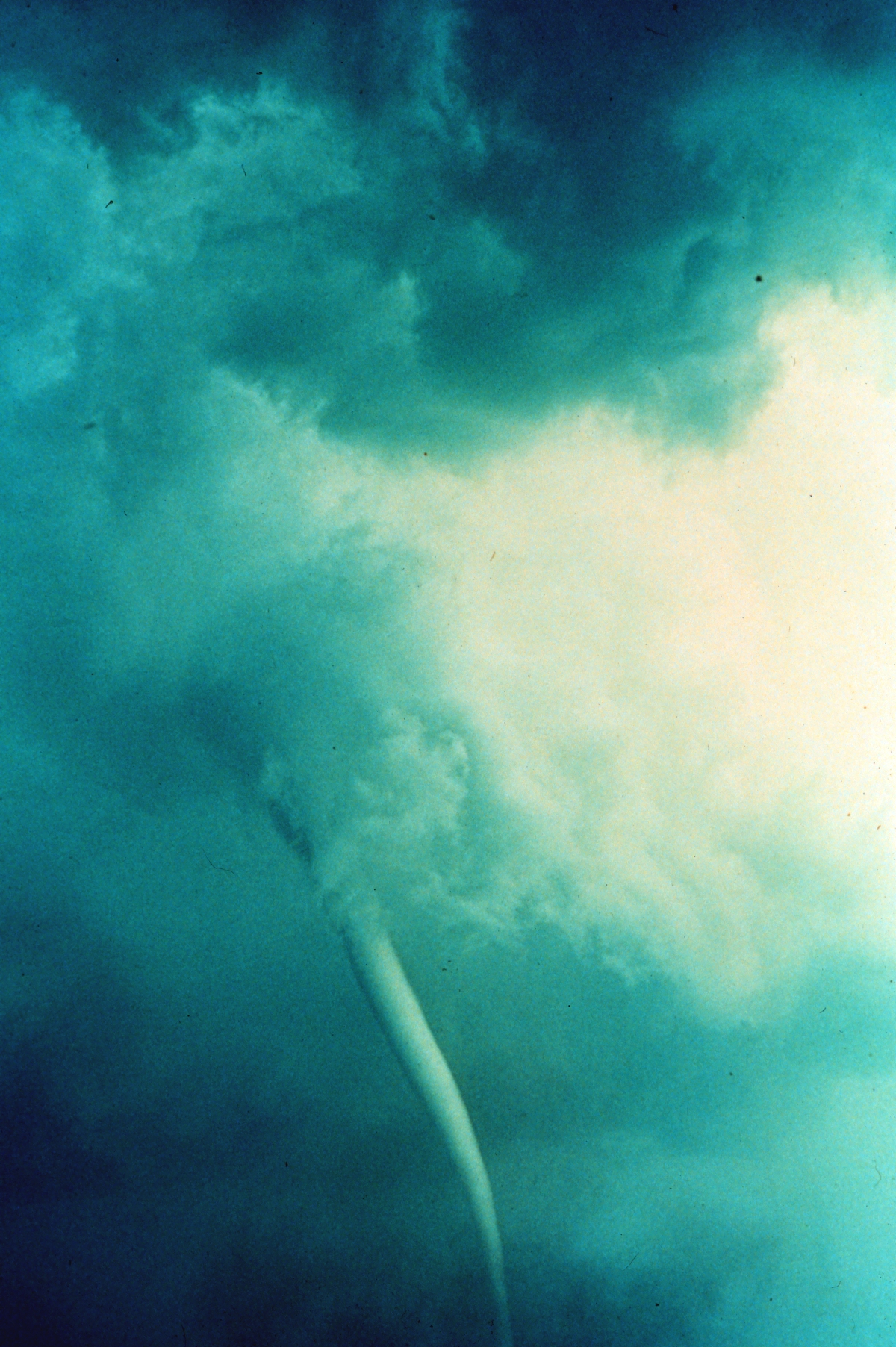
Un tornado puede ser el responsable de capturar a los animales y dejarlos caer a grandes distancias de su lugar de origen.

En contra de la mayoría de sus colegas contemporáneos, el físico francés André-Marie Ampère consideró que los testimonios de lluvias de animales eran verdaderos. Ampère intentó explicar las lluvias de sapos con una hipótesis que después fue aceptada y refinada por los científicos. Ante la Sociedad de Ciencias Naturales, Ampère afirmó que en ciertas épocas los sapos y las ranas vagabundean por los campos en grandes números, y que la acción de vientos violentos puede capturarlos y desplazarlos a grandes distancias.
Más recientemente, apareció la explicación científica del fenómeno, que involucra a las trombas marinas. En efecto, los vientos que se arremolinan debajo del meteoro son capaces de capturar objetos y animales, gracias a una combinación de la depresión en la tromba, y de la fuerza ejercida por los vientos dirigidos hacia ésta.
En consecuencia, estas trombas, o incluso tornados, transportaran a los animales a alturas relativamente grandes, recorriendo además grandes distancias. Los vientos son capaces de recoger a los animales presentes en una superficie relativamente extensa, y los dejan caer, en masa y de manera concentrada, sobre puntos localizados.
Más específicamente, algunos tornados y trombas podrían secar completamente una charca, para dejar caer más lejos el agua y la fauna contenida en ésta, en forma de «lluvia de animales».
Esta hipótesis aparece reafirmada por la naturaleza de los animales de estas lluvias: pequeños y ligeros, generalmente surgidos del medio acuático, como batracios y peces.
También es reafirmante el hecho de que, con frecuencia, la lluvia de animales está precedida por una tormenta. Sin embargo, hay algunos detalles que no han podido ser explicados. Por ejemplo, el que los animales a veces sigan vivos aún después de la caída, y algunos de ellos en perfecto estado. Otro aspecto es que normalmente cada lluvia de animales se manifiesta con una sola especie a la vez, casi nunca mezclándolas ni incluyendo algas u otras plantas. Como lo nota William R. Corliss:

...el mecanismo de transporte, cualquiera que sea su naturaleza, prefiere seleccionar una sola especie de pez o de rana, o aquel animal que esté en el menú del día

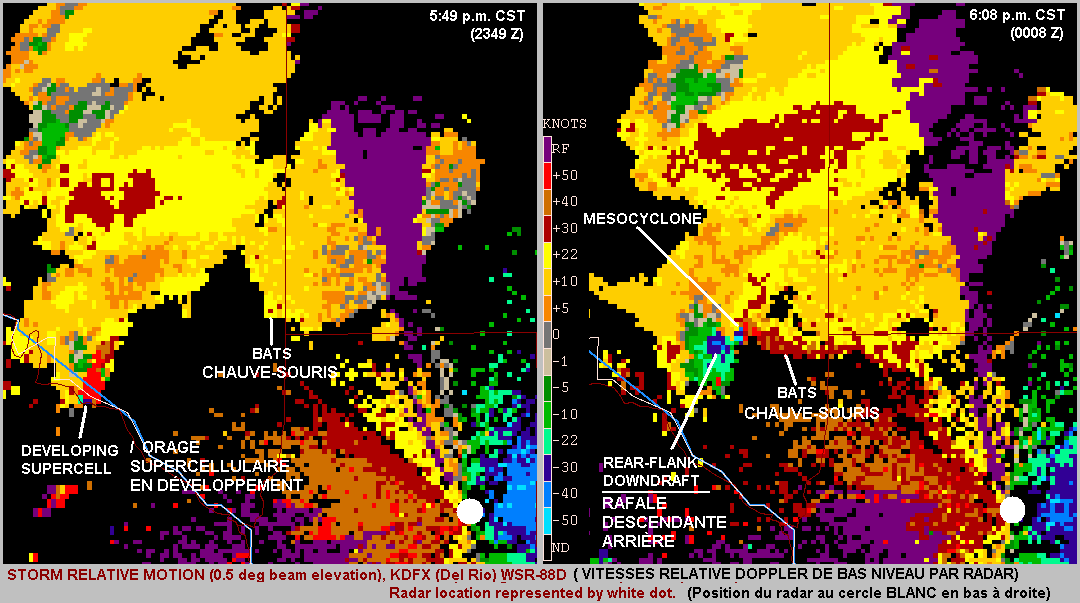
Imagen Doppler de un radar meteorológico en Texas que muestra la colisión de una tormenta con un grupo de murciélagos en vuelo. El color rojo indica que los animales se dirigen hacia la nube.

Esta aparente anomalía se podría explicar en el caso de los pájaros, si la tromba atraviesa una parvada en particular que se encuentra en pleno vuelo, especialmente en épocas de migraciones. La imagen de la derecha muestra un ejemplo específico donde un grupo de murciélagos es víctima de una tormenta.
La imagen fue capturada por un radar meteorológico del National Weather Service en Del Río, Texas, e ilustra cómo se puede predecir el fenómeno en algunos casos. En la imagen, los murciélagos se encuentran en la zona de color rojo, que corresponde a los vientos que se alejan del radar (el radar es el punto blanco en la esquina inferior derecha), y entran en el mesociclón asociado a un tornado (en color verde). Este tipo de eventos ocurren frecuentemente con pájaros de manera inevitable.
En algunos casos, se han alegado causas diferentes para algunas supuestas lluvias de peces. Por ejemplo, en el caso de la lluvia de peces en Singapur de 1861, el naturalista francés Francis de Laporte de Castelnau explica que el chubasco tuvo lugar durante una migración de peces-gato, y que estos animales son capaces de arrastrarse sobre la tierra, para ir de un charco a otro; como las anguilas, que pueden recorrer varios kilómetros en los prados húmedos, o los lucios que van a reproducirse en los campos inundados.
Además, explica que el hecho de haber visto los peces en el suelo inmediatamente después de la lluvia no es más que una coincidencia, ya que normalmente estos animales se desplazan sobre el suelo húmedo de rocío, o después de un chubasco o una inundación.

### Explicaciones antiguas
Desde hace mucho tiempo, la ciencia ha descartado muchas de las explicaciones que le son ofrecidas; por considerarlas exageradas, poco fiables o no comprobables. En 1859, un testigo de una lluvia de peces en el pueblo de Mountain Ash (en Gales), envió un espécimen al zoológico de Londres. J. E. Gray, director del Museo Británico, declaró que «a la luz de los hechos, lo más probable es que se trate de una broma: uno de los empleados de Mr. Nixon le ha vaciado encima un balde lleno de peces, y este último pensó que le caían del cielo».
Lógicamente, las lluvias de animales estuvieron sin explicación científica durante mucho tiempo, mientras que se desarrollaban hipótesis que iban desde los intentos lógicos de explicarse el fenómeno, hasta lo absurdo. En el siglo IV a. C., el filósofo griego Teofrasto negó la existencia de lluvias de sapos, explicando simplemente que los sapos no caen durante la lluvia, sino que esta última los hace salir de la tierra. En el siglo XVI, Reginald Scot se aventuró a dar una hipótesis. Según él, «es cierto que algunas criaturas son generadas de manera espontánea, y no necesitan de padres. Por ejemplo [...] estas ranas venidas de ninguna parte. Ellas fueron transportadas por la lluvia. Estas criaturas nacen de los aguaceros...».
En el siglo XIX, se pensaba que la evaporación del agua llevaba los huevos de rana a las nubes, donde eclosionaban y caían a la tierra en un chubasco.

### Explicaciones alternativas

#### Ovnis
Entre las explicaciones no científicas del fenómeno, se encuentran las interpretaciones paranormales que alegan intervenciones de seres extraterrestres.
En efecto, no faltan autores que describen a estos visitantes recogiendo grandes cantidades de animales como lastre, para después dejarlos caer antes de dejar nuestro planeta. Las lluvias de sangre y carne estarían vinculadas a una selección hecha por los visitantes, para aligerar sus almacenes.

#### Regalo o castigo de los dioses
También persisten explicaciones sobrenaturales, que pueden ser de naturaleza religiosa. Dependiendo del tipo de objeto o animal que cae a la tierra, el fenómeno es percibido ya sea como un castigo, como en el caso de las piedras que cayeron sobre el ejército amorita en el Antiguo Testamento; o como un signo providencial de bondad divina, cuando se trata de animales comestibles.

#### Teletransportación
Igualmente y en la misma línea especulativa, se sugiere la existencia de anomalías en el espacio-tiempo que traerían los animales desde otras dimensiones. Estas explicaciones utilizan a veces la teletransportación, para explicar por qué los animales se encuentran allí donde no deberían estar. El periodista Charles Hoy Fort ha desarrollado estas ideas.
Según Fort, en el pasado existió una fuerza capaz de transportar a los objetos de manera instantánea, que ya no se manifiesta sino en acciones desordenadas, como las lluvias de peces. Otra sugerencia de Fort se basa en la supuesta existencia de un «mar superior de los Sargazos», una especie de depósito celestial que aspira y escupe los objetos terrestres.

## La lluvia de animales en la cultura

### «It’s raining cats and dogs»
Esta expresión inglesa, que significa literalmente ‘llueven perros y gatos’, y es equivalente a la española «llover a cántaros», es quizás la referencia más conocida del fenómeno, que encontramos en el lenguaje cotidiano. Esta expresión se encuentra escrita por primera vez en la obra A Complete Collection of Genteel and Ingenious Conversation, de Jonathan Swift, de 1731. Sin embargo, el origen de la expresión es incierto.
Una especulación es que se trata de una distorsión del arcaísmo francés catadoupe, que significa ‘chubasco’, o ‘cascada’. Otra especulación dice que en la Edad Media, las fuertes lluvias limpiaban los techos de cadáveres de perros y gatos, haciéndolos caer en las calles.
Hay expresiones en otras lenguas que de la misma manera hacen referencia a lluvias de animales, pero en ningún caso existen pruebas de que estas expresiones estén basadas en la realidad. En alemán, por ejemplo, puede decirse que «llueven cachorros [de perro]» (Es regnet junge Hunde); y en polaco que «llueven ranas» (Leje zabami).

### Cine y literatura
La documentación más completa sobre las lluvias de animales, se debe al periodista estadounidense Charles Hoy Fort, quien consagró su vida a los fenómenos inexplicados. La Biblioteca Pública de Nueva York conserva más de sesenta mil fichas redactadas por Fort, de las cuales gran parte se refiere a casos de lluvia de animales. La Sociedad Forteana, creada en su honor, continúa la búsqueda de fenómenos extraños e inexplicados.
Paul Thomas Anderson, director de cine estadounidense y seguidor de Fort, basó algunas de las secuencias de su película Magnolia en los sucesos relatados por Fort; incluyendo una lluvia de ranas. En Le Dernier Combat, el primer largometraje del francés Luc Besson, se presencia una lluvia de peces, así como en las películas Los Vengadores, de Jeremiah Chechik, adaptación de la serie de televisión y Wonderful World de Joshua Goldin. Más recientemente, la serie de televisión Fargo, basada en la película del mismo nombre, incluye una secuencia en la que tiene lugar una lluvia de peces en la ciudad norteamericana de Duluth (Minnesota).
En el libro Sido, la escritora Colette describe una lluvia de ranas tibias:

La última nube, y yo estaba tomando un baño de asiento, Antoine empapado y la capa llena de agua, de un agua caliente, a 18 o 20 grados. Y cuando Antoine dio vuelta a la capa ¿qué nos encontramos? Ranas minúsculas, vivas, por lo menos treinta traídas por el aire, por un capricho del sur, por una tromba caliente, uno de esos tornados cuya base recoge y eleva a cien leguas una mezcla de arena, de granos, de insectos...

En El capitán Pánfilo, del escritor Alexandre Dumas, una lluvia de sapos que aparece en los periódicos provoca un delirio en casa de uno de los personajes:

...recordó haber leído, unos dias antes, firmado por Valenciennes, que esta ciudad había sido el teatro de un fenómeno singular: una lluvia de sapos había caído acompañada de truenos y relámpagos, en tal cantidad que las calles de la ciudad y los techos de las casas habían quedado cubiertos. Inmediatamente después, el cielo, que dos horas antes tenía un color gris ceniza, ahora era de color azul indigo. El suscriptor del Constitutionnel miró al aire, y viendo el cielo negro como tinta y a Tom en su jardín, sin poder darse cuenta de la forma en que había entrado, comenzó a creer que un fenómeno similar al de Valenciennes estaba a punto de repetirse, con la única diferencia de que en vez de ser lluvia de sapos, iban a llover osos. Una no era más peligrosa que la otra; el granizo era más grande y peligroso
Alejandro DUMAS: El capitán Pánfilo, capítulo VIII

La escritora infantil Enid Blyton describe una lluvia de ranas en el capítulo "La extraña lluvia de ranas" de su novela La granja del cerezo de 1940.
En 2002, en su novela Kafka en la orilla, el japonés Haruki Murakami utiliza al fenómeno de la lluvia de peces dentro de un contexto novelesco, mezclando el Bildungsroman con lo sobrenatural.

### Manga y anime
En JoJo's Bizarre Adventure: Stone Ocean, Weather Report usa su habilidad de manipular el clima para traer decenas de ranas venenosas a la prisión de Green Dolphin's Street y hacerlas caer en forma de lluvia al patio donde se encontraban Jolyne Cujoh y Whitesnake.

### Para más información
- FORT, Charles H.: El libro de los condenados: mil hechos malditos ignorados por la ciencia. Círculo Latino, 2005. ISBN 84-96129-35-7.